# Сюньюган
Сюньюган (устар. Сюнь-Юган) — река в России, протекает по территории Белоярского района Ханты-Мансийского автономного округа. Устье реки находится в 460 км по левому берегу Казыма. Длина реки — 81 км.

## Притоки
- Айёхан (пр)
- Ай-Суръёхан (лв)
- 30 км: Ай-Сюньюган (пр)
- Сысытунхотсоим (лв)
- Палпайсоим (пр)
- Вон-Ёхомсоим (пр)

## Данные водного реестра
По данным государственного водного реестра России относится к Нижнеобскому бассейновому округу, водохозяйственный участок реки — Обь от впадения Иртыша до впадения реки Северная Сосьва, речной подбассейн реки — бассейны притока Оби от Иртыша до впадения Северной Сосьвы. Речной бассейн реки — (Нижняя) Обь от впадения Иртыша.
Код объекта в государственном водном реестре — 15020100112115300020319.